# 圣艾蒂安-埃斯特雷舒
圣艾蒂安-埃斯特雷舒（法語：Saint-Étienne-Estréchoux，法語發音：[sɛ̃t‿etjɛn ɛstʁeʃu]）是法国埃罗省的一个市镇，属于贝济耶区。

## 地理
圣艾蒂安-埃斯特雷舒（43°40'5"N, 3°6'14"E）面积3.58 平方千米，位于法国奧克西塔尼大區埃罗省，该省份为法国南部沿海省份，南濒地中海，西南接奥德省，西北接塔恩省和阿韦龙省，东北与加尔省接壤。
与圣艾蒂安-埃斯特雷舒接壤的市镇（或旧市镇、城区）包括：康普隆、格赖瑟萨克、马尔河畔圣热尔韦、托萨克拉比利耶尔、奥尔布河畔拉图尔。
圣艾蒂安-埃斯特雷舒的时区为UTC+01:00、UTC+02:00（夏令时）。

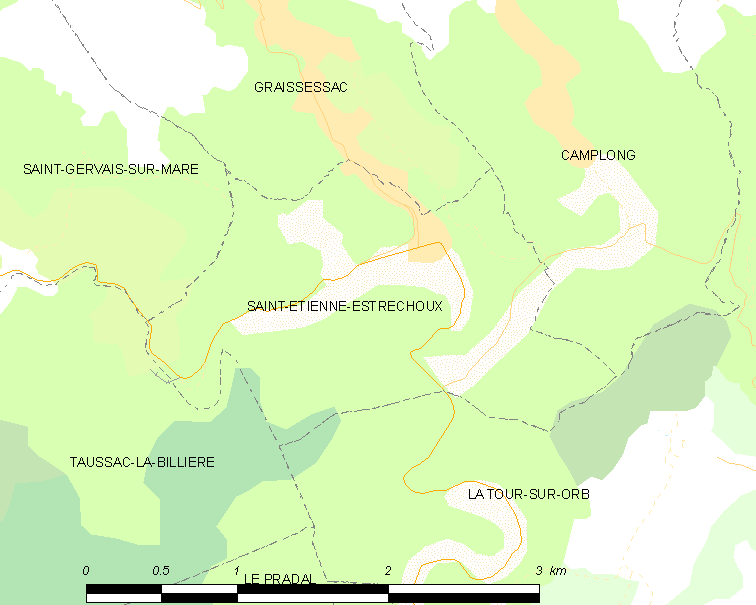
圣艾蒂安-埃斯特雷舒的OSM定位图

## 行政
圣艾蒂安-埃斯特雷舒的邮政编码为34260，INSEE市镇编码为34252。

## 政治
圣艾蒂安-埃斯特雷舒所属的省级选区为克莱蒙莱罗县。

## 人口

1962-2008年间圣艾蒂安-埃斯特雷舒人口变化图示

圣艾蒂安-埃斯特雷舒于2022年1月1日时的人口数量为257人。